# Штань, Александр Сергеевич
Алекса́ндр Серге́евич Штань (14 октября 1925, Сумская область, СССР — 30 января 2016, Москва, Россия) — советский и российский учёный, доктор технических наук, профессор, основатель НИИТФА, лауреат Государственной премии СССР.

## Биография
Был участником Великой Отечественной войны.
В 1952 году окончил МИФИ по специальности «инженер-физик по конструированию и эксплуатации физических приборов и установок».
В 1956 году начал работать в Государственный комитет по использованию атомной энергии главным инженером управления.
Стоял у истоков создания ВНИИ Радиационной Техники (ВНИИРТ), в дальнейшем — НИИТФА.
С 1964 по 1967 г. занимал во ВНИИРТ должность заместителя директора по науке, потом был переведен на должность начальника 17-го главного Управления в Министерстве среднего машиностроения.
В 1975 году назначен директором ВНИИРТ. В течение 22 лет занимал эту должность, сочетая научную работу с руководством производственно-хозяйственной деятельностью предприятия. С 1997 года был бессменным научным руководителем института.
Участвовал в ликвидации последствий Чернобыльской аварии.
Похоронен на Даниловском кладбище.

## Научная деятельность
Основные направления профессиональной деятельности: радиационная технология и оборудование, ядерно-физические методы и аппаратура элементного анализа состава вещества, радионуклидная энергетика, неразрушающий контроль, нейтронная радиография, радиационно-терапевтическая аппаратура.
Член редколлегии журнала «Атомная энергия», член правления Ядерного общества России, член Центрального правления Всероссийского общества неразрушающего контроля и технической диагностики.
Сотрудниками института под его руководством были защищены 16 докторских и 35 кандидатских диссертаций.
Доктор технических наук, профессор.

## Награды
- Орден Трудового Красного Знамени.
- Орден Дружбы народов.
- Лауреат Государственной премии СССР.
- Медаль «300 лет Российскому флоту».
- Юбилейный золотой знак «50 лет атомной отрасли».
- Нагрудный знак «Е. П. Славский»
- Медаль «65 лет атомной отрасли»